# Pavel Miljukov
Pavel Nikolajevič Miljukov (rusky Павел Николаевич Милюков; 15.jul./ 27. ledna 1859greg., Moskva, Ruské impérium – 31. březen 1943, Aix-les-Bains, Francie) byl ruský historik, liberálně-demokratický politik, zakladatel a vůdce Konstitučně demokratické strany (tzv. Kadetů), v roce 1917 ministr zahraničí první prozatímní vlády. Mimo jiné účinně podpořil vznik a konsolidaci československých legií v Rusku.

## Životopis

### Kariéra před revolucí
Pavel Miljukov se narodil do rodiny architekta. Studoval na Lomonosovově univerzitě filologii a historii u Konstantina Kavelina a Borise Čičerina, kteří ho svými názory významně ovlivnili, podobně jako Herbert Spencer, Auguste Comte nebo Karl Marx. Pro účast na studentských bouřích byl ze studia vyloučen, pak ale přijat zpět. Roku 1885 promoval prací o ekonomice ruského státu a reformách Petra Velikého, přednášel pro veřejnost a roku 1895 byl krátce přijat na univerzitu. Opět vyloučen, přijal pozvání na univerzitu v Sofii, odkud však musel na nátlak ruská vlády odejít do Makedonie, kde působil jako archeolog. Roku 1899 se směl vrátit, o dva roky později byl ale opět odsouzen na šest měsíců.
Publikoval v emigrantském tisku a v letech 1896–1903 vydal své nejznámější dílo, třísvazkové Obrazy z dějin ruské vzdělanost. Po odsouzení musel opustit své místo na univerzitě a přednášel v cizině, zejména na univerzitách v Chicagu a v Bostonu ve Spojených státech. Tam se také spřátelil s T. G. Masarykem.

Když roku 1905 vypukla revoluce, Miljukov spoluzakládal Konstituční demokraty, stranu liberálních akademiků a střední vrstvy, jako předtím trestaný občan ale nesměl kandidovat do první ani druhé Dumy. Přesto když byla 1906 po 73 dnech rozpuštěna, byl to Miljukov, kdo napsal tzv. Vyboržský manifest, který podepsalo na 200 poslanců. Byl zvolen až do třetí Dumy (1907), kde prosazoval politickou svobodu, reformy a pasivní rezistenci k vládní linii. V afektu po něm měl monarchistický a antisemitský politik Vladimir Puriškevič údajně hodit sklenici vody.

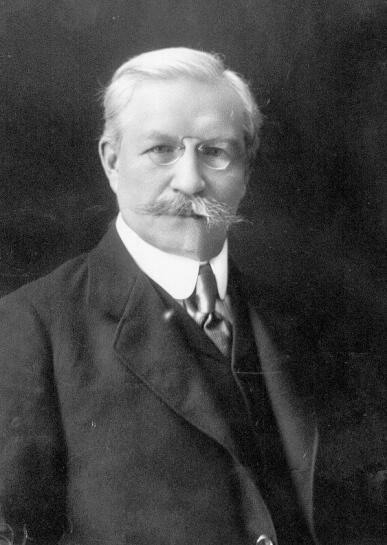
Pavel Mijukov

 S vypuknutím první světové války propagoval Miljukov vlasteneckou politiku národní obrany. Války se účastnil jeho mladší syn (který padl v bitvě). Miljukov byl horlivým stoupencem starého snu ruské zahraniční politiky, totiž obsazení Dardanel a tím neomezený přístup do Středozemního moře. Jeho oponenti mu začali přezdívat „Miljukov z Dardanel“. V roce 1916 začal velmi ostře kritizovat vládu Borise Stürmera, která uvažovala o separátním míru, pro její neschopnost.

### Únorová revoluce

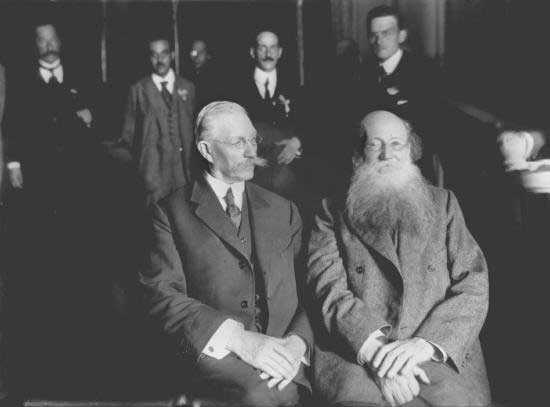
Miljukov s knížetem Kropotkinem (vpravo) roku 1917

Během únorové revoluce doufal Miljukov v přetvoření Ruska v konstituční monarchii, ale události se vyvíjely příliš rychle. V prozatímní vládě, vedené jeho kolegou Georgijem Lvovem, se Miljukov stal ministrem zahraničí. Zavrhoval myšlenky na mír a za každou cenu pevně lpěl na pokračování války. Pozval do Ruska T. G. Masaryka, který tehdy přednášel na Univerzitě v Londýně, zejména proto, aby zjednal nápravu v Odbočce Československé národní rady na Rusi a podpořil nábor českých zajatců do ruských legií.
Dne 18. dubna 1917 slíbil Miljukov pokračování války „až do úplného vítězství“. Následovaly masivní demonstrace pracovníků a vojáků, kteří byli bojem vyčerpaní. Demonstranti požadovali Miljukovovu rezignaci. Generál Lavr Kornilov chtěl nepokoje potlačit, Georgij Lvov však jakékoli násilí odmítl. Dne 2. května nakonec Miljukov s ministrem války Gučkovem rezignoval.

### Exil
Po bolševické revoluci odešel Miljukov z Petrohradu a podporoval bělogvardějce. Po občanské válce emigroval do Francie, kde zůstal aktivní v politice a stal se editorem ruských novin Poslední zprávy.
Během pobytu v cizině byl Miljukov terčem několika pokusů o vraždu. Při jednom pokusu zemřel jeho přítel Vladimir Dmitrijevič Nabokov, otec slavného romanopisce.
Miljukov dožil v Aix-les-Bains ve Francii a je pohřben na pařížském hřbitově v Batignolles.

## Dílo v češtině
- Masaryk a Beneš. Praha: Borový 1936
- Obrazy z dějin ruské vzdělanosti. Část I, Obyvatelstvo, hospodářské, státní a stavovské zřízení. Praha: Laichter 1902
- Obrazy z dějin ruské vzdělanosti. Část II, Církev a škola (víra, tvorba, vzdělání). Praha: Laichter 1903
- Obrazy z dějin ruské vzdělanosti. Část III, Nacionalism a veřejné mínění. Praha: Laichter 1910
- Národnost, její vznik a vývoj se zvláštním zřetelem k poměrům slovanským. Praha: Orbis 1930